# (278361) 2007 JJ43
(278361) 2007 JJ43 ist ein großes transneptunisches Objekt im Kuipergürtel, das bahndynamisch als Scattered Disk Object (SDO) eingestuft wird. Aufgrund seiner Größe ist der Asteroid ein Zwergplanetenkandidat.

## Entdeckung
(278361) 2007 JJ43 wurde am 14. Mai 2007 von einem Astronomenteam, bestehend aus Meg Schwamb, Mike Brown und Dave Rabinowitz des California Institute of Technology (CalTech), am 1,2–m–Oschin-Schmidt-Teleskop des Palomar-Observatoriums (Kalifornien) entdeckt. Die Entdeckung wurde am 5. Juli 2007 zusammen mit 2007 JF43, 2007 JH43 und 2007 JK43 bekanntgegeben. Er erhielt am 24. Juni 2011 von der IAU die Kleinplaneten-Nummer 278361.
Nach seiner Entdeckung ließ sich 2007 JJ43 auf Fotos vom 10. Mai 2002, die im Rahmen des Near Earth Asteroid Tracking (NEAT) ebenfalls am Palomar-Observatorium gemacht wurden, zurückgehend identifizieren und so seine Umlaufbahn genauer berechnen. Seither wurde der Planetoid durch verschiedene Teleskope wie das Kepler-Weltraumteleskop sowie erdbasierte Teleskope beobachtet. Im April 2017 lagen 205 Beobachtungen über einen Zeitraum von 14 Jahren bei 9 Oppositionen vor. Die bisher letzte Beobachtung wurde im Juli 2015 am Pan-STARRS-Teleskop durchgeführt. (Stand 4. März 2019)

## Eigenschaften

### Umlaufbahn
2007 JJ43 umläuft die Sonne in 337,09 Jahren auf einer leicht elliptischen Umlaufbahn zwischen 40,36 AE und 56,51 AE Abstand zu deren Zentrum. Die Bahnexzentrizität beträgt 0,167, die Bahn ist 12,02° gegenüber der Ekliptik geneigt. Derzeit ist der Planetoid 40,96 AE von der Sonne entfernt. Das Perihel durchläuft er das nächste Mal 2036, der letzte Periheldurchlauf dürfte also im Jahre 1699 erfolgt sein.
Marc Buie (DES) klassifiziert den Planetoiden als SDO, während vom Minor Planet Center keine spezifische Einstufung existiert; letzteres ordnet ihn als Nicht-SDO und allgemein als «Distant Object» ein. Das Johnston’s Archive führt es als «other TNO» auf, was bedeutet, dass es mit Sicherheit kein Cubewano oder Resonantes KBO ist.

### Größe und Rotation
Derzeit wird von einem Durchmesser von 610 km ausgegangen, womit der Asteroid eine mit Ixion vergleichbare Größe aufweist. Dieser Wert beruht auf einem angenommenen Rückstrahlvermögen von 13 % und einer Absoluten Helligkeit von 3,9m; dies ist allerdings mit einigen Unsicherheiten behaftet, da aufgrund der noch unbekannten Albedo die Einschätzungen von 346 bis 730 km reichen. Auch die Werte für die absolute Helligkeit variieren von 3,2 bis 4,5m.
Da anzunehmen ist, dass sich 2007 JJ43 aufgrund seiner Größe im hydrostatischen Gleichgewicht befindet und somit weitgehend rund sein muss, müsste er die Kriterien für eine Einstufung als Zwergplanet erfüllen. Mike Brown geht davon aus, dass es sich bei 2007 JJ43 um höchstwahrscheinlich einen Zwergplaneten handelt.
Anhand von Lichtkurvenbeobachtungen 2015 rotiert 2007 JJ43 in 12 Stunden und 5,82 Minuten einmal um seine Achse. Daraus ergibt sich, dass er in einem 2007 JJ43-Jahr 244272,7 Eigendrehungen („Tage“) vollführt. Ein zweites Ergebnis des gleichen Astronomenteams legte dagegen eine halb so lange Rotationsperiode von 6 Stunden und 2,88 Minuten nahe, was die Anzahl der Quaoar-Tage mit 488585,7 Umdrehungen praktisch verdoppeln würde. Beide Angaben sind allerdings noch mit einigen Unsicherheiten behaftet, da die damalige Beobachtungszeit nicht ausreichte und die Fehlerquote bei ungefähr 30 % liegt.
| Jahr                                         | Abmessungen km     | Quelle              |
| -------------------------------------------- | ------------------ | ------------------- |
| 2015                                         | 610,0 +170,0−140,0 | Pál u. a.           |
| 2015                                         | 529,08             | LightCurve DataBase |
| 2018                                         | 558,0              | Johnston            |
| 2018                                         | 513,0              | Brown               |
| Die präziseste Bestimmung ist fett markiert. |                    |                     |

### Oberfläche
Über die Oberflächenbeschaffenheit ist nichts bekannt, doch gehört 2007 JJ43 zu den 20 hellsten TNO, was jedoch mehr auf die Größe als auf eine besonders helle Oberfläche zurückzuführen sein dürfte. Die scheinbare Helligkeit von 2007 JJ43 beträgt 20,80 m. Ausgehend von einem Durchmesser von 610 km ergibt sich eine Gesamtoberfläche von etwa 1.169.000 km².
Da bei 2007 JJ43 bislang kein Mond gefunden wurde, kann die Masse nicht direkt errechnet werden. Gemäß Mike Brown existiert nach Beobachtungen durch das Keck-Observatorium kein großer Mond, der Planetoid könnte allerdings dennoch über einen – oder mehrere – kleine verfügen.